# Liste der Baudenkmale in Eschershausen
In der Liste der Baudenkmale in Eschershausen sind die Baudenkmale der niedersächsischen Stadt Eschershausen und ihrer Ortsteile im Landkreis Holzminden aufgelistet.

## Allgemein
In den Spalten befinden sich folgende Informationen:
- Lage: die Adresse des Baudenkmales und die geographischen Koordinaten. Kartenansicht, um Koordinaten zu setzen. In der Kartenansicht sind Baudenkmale ohne Koordinaten mit einem roten Marker dargestellt und können in der Karte gesetzt werden. Baudenkmale ohne Bild sind mit einem blauen Marker gekennzeichnet, Baudenkmale mit Bild mit einem grünen Marker.
- Bezeichnung: Bezeichnung des Baudenkmales
- Beschreibung: die Beschreibung des Baudenkmales. Unter § 3 Abs. 2 NDSchG werden Einzeldenkmale und unter § 3 Abs. 3 NDSchG Gruppen baulicher Anlagen und deren Bestandteile ausgewiesen.
- ID: die Objekt-ID des Baudenkmales
- Bild: ein Bild des Baudenkmales, ggf. zusätzlich mit einem Link zu weiteren Fotos des Baudenkmals im Medienarchiv Wikimedia Commons. Wenn man auf das Kamerasymbol klickt, können Fotos zu Baudenkmalen aus dieser Liste hochgeladen werden:

## Eschershausen
Baudenkmale im Ortsteil Eschershausen.

### Gruppe: Alte Mühle 1, 2 und Steinweg 2
Die Gruppe „Alte Mühle 1, 2 und Steinweg 2“ hat die ID 26973072.

| Lage                                    | Bezeichnung | Beschreibung | ID       | Bild |
| --------------------------------------- | ----------- | ------------ | -------- | ---- |
| Steinweg 2 51° 55′ 40″ N, 9° 38′ 10″ O  | Wohnhaus    |              | 26794502 |      |
| Alte Mühle 2 51° 55′ 40″ N, 9° 38′ 9″ O | Wohnhaus    |              | 26794517 |      |
| Alte Mühle 1 51° 55′ 39″ N, 9° 38′ 9″ O | Scheune     |              | 26794487 |      |

### Gruppe: Raabestraße 1–13
Die Gruppe „Raabestraße 1–13“ hat die ID 26973095.

| Lage                                      | Bezeichnung | Beschreibung | ID       | Bild |
| ----------------------------------------- | ----------- | ------------ | -------- | ---- |
| Raabestraße 1 51° 55′ 42″ N, 9° 38′ 9″ O  | Wohnhaus    |              | 26794148 |      |
| Raabestraße 3 51° 55′ 42″ N, 9° 38′ 8″ O  | Wohnhaus    |              | 26794182 |      |
| Raabestraße 5 51° 55′ 42″ N, 9° 38′ 8″ O  | Wohnhaus    |              | 26794197 |      |
| Raabestraße 7 51° 55′ 42″ N, 9° 38′ 7″ O  | Wohnhaus    |              | 26794215 |      |
| Raabestraße 9 51° 55′ 42″ N, 9° 38′ 6″ O  | Wohnhaus    |              | 26794249 |      |
| Raabestraße 11 51° 55′ 43″ N, 9° 38′ 6″ O | Wohnhaus    |              | 26794281 |      |
| Raabestraße 13 51° 55′ 44″ N, 9° 38′ 6″ O | Wohnhaus    |              | 26794296 |      |

### Gruppe: Steinweg 10
Die Gruppe „Steinweg 10“ hat die ID 26973060.

| Lage                                     | Bezeichnung | Beschreibung                       | ID       | Bild |
| ---------------------------------------- | ----------- | ---------------------------------- | -------- | ---- |
| Steinweg 10 51° 55′ 38″ N, 9° 38′ 14″ O  | Bankgebäude | Früheres Amtsgericht Eschershausen | 26807271 |      |
| Marktplatz 2 51° 55′ 37″ N, 9° 38′ 14″ O | Wohnhaus    |                                    | 26794046 |      |

### Einzeldenkmale
| Lage                                          | Bezeichnung                | Beschreibung                    | ID       | Bild           |
| --------------------------------------------- | -------------------------- | ------------------------------- | -------- | -------------- |
| An der Kirche 51° 55′ 36″ N, 9° 38′ 13″ O     | Kirche (Bauwerk)           | Kirche St. Martin Eschershausen | 26793906 |                |
| An der Kirche 1 51° 55′ 35″ N, 9° 38′ 13″ O   | Pfarrhaus                  |                                 | 26793924 |                |
| An der Kirche 2 51° 55′ 38″ N, 9° 38′ 13″ O   | Wohnhaus                   |                                 | 26806928 |                |
| Bahnhofstraße 27 51° 55′ 36″ N, 9° 38′ 42″ O  | Bahnhof Eschershausen      | Empfangsgebäude                 | 26793941 |                |
| Brunnengasse 8 51° 55′ 35″ N, 9° 38′ 20″ O    | Wohnhaus                   |                                 | 26793960 |                |
| Driebe 1 51° 55′ 36″ N, 9° 38′ 15″ O          | Wohnhaus                   |                                 | 26793994 |                |
| Driebe 7 51° 55′ 34″ N, 9° 38′ 14″ O          | Wohn-/Wirtschaftsgebäude   |                                 | 26793977 |                |
| Marktplatz 51° 55′ 37″ N, 9° 38′ 15″ O        | Kriegerdenkmal             |                                 | 26794013 | BW             |
| Marktplatz 9 51° 55′ 36″ N, 9° 38′ 14″ O      | Wohnhaus                   |                                 | 26794081 |                |
| Mühlenbergstraße 51° 55′ 49″ N, 9° 38′ 44″ O  | Denkmal                    | Martin Luther-Denkmal von 1817  | 26794098 |                |
| Odfeldstraße 2 51° 55′ 47″ N, 9° 38′ 1″ O     | Brauhaus                   |                                 | 26794114 |                |
| Raabestraße 2 51° 55′ 43″ N, 9° 38′ 9″ O      | Raabe-Apotheke             | Apotheke                        | 26794163 |                |
| Raabestraße 8 51° 55′ 44″ N, 9° 38′ 7″ O      | Wohnhaus                   |                                 | 26794230 |                |
| Raabestraße 10 51° 55′ 45″ N, 9° 38′ 7″ O     | Rathaus                    |                                 | 26794263 |                |
| Raabestraße 15 51° 55′ 45″ N, 9° 38′ 4″ O     | Denkmal                    | Wilhelm-Raabe-Statue            | 26794129 | BW             |
| Raabestraße 15 51° 55′ 44″ N, 9° 38′ 3″ O     | Wilhelm Raabe Schulzentrum | Schule                          | 26794311 |                |
| Untere Straße 51° 55′ 53″ N, 9° 38′ 8″ O      | Leichenwagenremise         |                                 | 26794330 |                |
| Stadtbergstraße 1 51° 55′ 36″ N, 9° 38′ 11″ O | Wohnhaus                   |                                 | 26794396 |                |
| Stadtbergstraße 7 51° 55′ 34″ N, 9° 38′ 11″ O | Wohn-/Wirtschaftsgebäude   |                                 | 26794413 |                |
| Stadtbergstraße 9 51° 55′ 34″ N, 9° 38′ 10″ O | Wohn-/Wirtschaftsgebäude   |                                 | 26794430 |                |
| Stadtbergstraße 14 51° 55′ 37″ N, 9° 38′ 9″ O | Wohn-/Wirtschaftsgebäude   |                                 | 26794449 |                |
| Stadtbergstraße 18 51° 55′ 36″ N, 9° 38′ 9″ O | Wohn-/Wirtschaftsgebäude   |                                 | 26794468 |                |
| Steinweg 18 51° 55′ 36″ N, 9° 38′ 21″ O       | Wohn-/Geschäftshaus        |                                 | 26794532 |                |
| Vor dem Tore 16 51° 55′ 47″ N, 9° 38′ 9″ O    | Pfarrhaus                  |                                 | 26794583 |                |
| Worthstraße 51° 55′ 37″ N, 9° 38′ 23″ O       | Brücke (Bauwerk)           |                                 | 26794600 | Weitere Bilder |
| Worthstraße 4 51° 55′ 37″ N, 9° 38′ 25″ O     | Wohnhaus                   |                                 | 26794617 |                |

## Scharfoldendorf
Baudenkmale im Ortsteil Scharfoldendorf.

### Gruppe: Ehem. Mühle Mühlenstraße 10
Die Gruppe „Ehem. Mühle Mühlenstraße 10“ hat die ID 26973107.

| Lage                                          | Bezeichnung | Beschreibung       | ID       | Bild |
| --------------------------------------------- | ----------- | ------------------ | -------- | ---- |
| Mühlenstraße 10 51° 56′ 12″ N, 9° 38′ 12″ O   | ehem. Mühle | Mühle (Baukomplex) | 26794827 |      |
| Mühlenstraße 10 A 51° 56′ 13″ N, 9° 38′ 11″ O | Wohnhaus    |                    | 26794842 |      |

### Einzeldenkmale
| Lage                                                          | Bezeichnung              | Beschreibung          | ID       | Bild |
| ------------------------------------------------------------- | ------------------------ | --------------------- | -------- | ---- |
| B 240, km 1 ,810 (an der Kapelle) 51° 56′ 17″ N, 9° 37′ 57″ O | Sog. „Galgenstein“       | Kreuzstein            | 26806057 |      |
| Am Kuhmarkt 51° 56′ 17″ N, 9° 37′ 57″ O                       | Kapelle (Bauwerk)        | St. Nikolai-Kapelle   | 26794634 |      |
| Am Kuhmarkt 1 51° 56′ 18″ N, 9° 37′ 57″ O                     | Wohnhaus                 |                       | 26794650 |      |
| Am Kuhmarkt 3 51° 56′ 19″ N, 9° 37′ 53″ O                     | Wohnhaus                 |                       | 26794669 |      |
| Am Kuhmarkt 9 51° 56′ 21″ N, 9° 37′ 56″ O                     | Wohnhaus                 |                       | 26794705 |      |
| Hauptstraße 51° 56′ 5″ N, 9° 38′ 5″ O                         | Kapelle (Bauwerk)        |                       | 26794722 |      |
| Hauptstraße 51° 56′ 17″ N, 9° 38′ 0″ O                        | Kriegerdenkmal           | Mahnmal               | 26794739 |      |
| Hauptstraße 5 51° 56′ 17″ N, 9° 37′ 58″ O                     | Wohn-/Wirtschaftsgebäude |                       | 26794755 |      |
| Lüerdisser Straße 3 51° 56′ 26″ N, 9° 37′ 56″ O               | Wohn-/Wirtschaftsgebäude |                       | 26794774 |      |
| Mühlenstraße 2 51° 56′ 16″ N, 9° 38′ 0″ O                     | Wohnhaus                 |                       | 26794791 |      |
| Mühlenstraße 2 51° 56′ 14″ N, 9° 37′ 59″ O                    | Scheune                  | - um 2020 abgerissen. | 26794810 | BW   |
| Mühlenstraße 5 51° 56′ 16″ N, 9° 38′ 3″ O                     | Wohn-/Wirtschaftsgebäude |                       | 40752970 |      |
| Mühlenstraße 21 51° 56′ 19″ N, 9° 38′ 11″ O                   | Wohn-/Wirtschaftsgebäude |                       | 26794876 |      |
| Mühlenstraße 15 51° 56′ 17″ N, 9° 38′ 8″ O                    | Wohn-/Wirtschaftsgebäude |                       | 26794857 |      |
| Tiefe Straße 11 51° 56′ 21″ N, 9° 38′ 2″ O                    | Wohn-/Wirtschaftsgebäude |                       | 26794899 |      |

## Wickensen
Baudenkmale im Ortsteil Wickensen.

### Gruppe: Amtshof Wickensen
Die Gruppe „Amtshof Wickensen“ hat die ID 26973118.

| Lage                                     | Bezeichnung    | Beschreibung | ID       | Bild |
| ---------------------------------------- | -------------- | ------------ | -------- | ---- |
| Wickensen 1 51° 55′ 4″ N, 9° 39′ 48″ O   | Amtshaus       |              | 26794968 |      |
| Wickensen 1 51° 55′ 4″ N, 9° 39′ 49″ O   | Grünbereich    |              | 41809207 |      |
| Wickensen 1 A 51° 55′ 2″ N, 9° 39′ 52″ O | Stall/Speicher |              | 26806735 |      |
| Wickensen 51° 55′ 2″ N, 9° 39′ 56″ O     | Scheune        |              | 26794933 |      |
| Wickensen 6 51° 55′ 6″ N, 9° 39′ 51″ O   | Wohnhaus       |              | 26794986 |      |

### Einzeldenkmale
| Lage                                   | Bezeichnung | Beschreibung | ID       | Bild |
| -------------------------------------- | ----------- | ------------ | -------- | ---- |
| Wickensen 17 51° 55′ 6″ N, 9° 40′ 0″ O | Wohnhaus    |              | 26794951 |      |